# زیردریایی یو-۶۶۶
زیردریایی یو-۶۶۶ (به انگلیسی: German submarine U-666) یک زیردریایی بود که طول آن ۶۷٫۱ متر (۲۲۰ فوت ۲ اینچ) بود. این زیردریایی در سال ۱۹۴۲ ساخته شد.